# Ça me fait rêver
Albums de Dalida
Et Dieu créa Dalida...
(1978) Dédié à toi
(1979)
Singles de Dalida
Génération 78
(1978) Lambeth Walk
(1978)
Ça me fait rêver est un album de Dalida sorti en 1978. C'est son premier album de chansons originales sorti chez Carrere.
Il est constitué de deux longs pots-pourris disco réunissant les plus grands succès de la chanteuse. Pour ces deux pots-pourris, qui soulignent le temps qui passe, Bruno Guillain donne la réplique à Dalida sur les couplets écrits par Jeff Barnel. Pascal Sevran quant à lui participe à la deuxième plage de l'album Voilà pourquoi je chante.
La chanson de même titre, Ça me fait rêver, est un pot-pourri disco d'une trentaine de tubes de Dalida construit comme Génération 78, d'une durée de 13 minutes ; il sera aussi commercialisé en 1978 en format 45 tours pour une durée de 4 min 58 s et sera également présenté à la télévision dans une version réduite. Il a été interprété sur la scène du Carnegie Hall de New York en 1978 et également au Palais des sports de Paris lors de la rentrée parisienne de Dalida en 1980 pour être ensuite oublié.
Génération 78, qui inaugure l'arrivée de Dalida chez le label Carrere, sera un des plus grands succès de cette époque pour la chanteuse.
Cet album sortira dans différents pays sous les labels suivants :
- Canada (Able)
- Israël (Epic)
- Italie (Durium)
- Japon (Seavens seas)
- Portugal (Orfeu)
- Roumanie (Electrocord)
- Turquie (Yanki)
- Brésil (Tapecar)
- Corée du Sud (Seavens seas)
- Grèce (Phillips)

## Liste des chansons

### Face A
- Ça me fait rêver (pot-pourri) 13 min 02 s

### Face B
- Voilà pourquoi je chante (version intégrale) 7 min 26 s
- Génération 78 (pot-pourri) 6 min 87 s

## Extraits
- Génération 78 (partie 1)/(partie 2)
- Génération 78 (version intégrale)/Quand s'arrêtent les violons
- Ça me fait rêver (version courte)/Voilà pourquoi je chante (version courte)